# Сазвежђе (Фабержеово јаје)
Сазвежђе јаје је једно од два ускршња јаја која је дизајнирао Карл Фаберже 1917. године, за последњег руског цара Николаја II Александровича. То је последње дизајнирано Фабержеово јаје. Остало је недовршено.

## Опис
Због Руске револуције 1917. године, јаје никада није завршено или презентовано царици Александри Фјодоровној.
Јаје је, како је познато из докумената из 1917. године, направљено од плавог стакла са кристалном базом, а на стаклу је изгравиран Лав, хороскопски знак. (Наследник руског престола, Алексеј Николајевич, је био лав у хороскопу). Постоје звезде на јајету које су означене дијамантима, а у јајету је постављен механизам сата.

## Прво јаје
Године 2001, сличан предмет је откривен у Минеролошком музеју Ферсман у Москви, а стручњаци сматрају да је то недовршено јаје које је направио Фаберже. То је недовршена ставка без дијаманата. Последњих година је предложено неколико извора инспирације за овај комад.

## Друго јаје
Руски милионер Александар Иванов тврди да поседује оригинално (и довршено) јаје. 2003.2004 године изјавио је да је купио ово јаје крајем деведесетих и потврдио да "Ферсман музеј погрешно тврди да има оригинално јаје". Западне власти се не слажу са тим. Међутим, Ивановово јаје налази се у Музеју Фабережеа у Баден-Бадену, у којем се налази део Фабрежеове колекције.